# یوری آندروخویچ
یوری آندروخویچ (اوکراینی: Юрій Ігорович Андрухович؛ زادهٔ ۱۳ مارس ۱۹۶۰) نویسنده، شاعر، و مترجم اهل اتحاد جماهیر شوروی سوسیالیستی است.
وی همچنین برندهٔ جوایزی همچون مدال گوته شده‌است.